# Добжикі
Добжикі (пол. Dobrzyki) — село в Польщі, у гміні Залево Ілавського повіту Вармінсько-Мазурського воєводства.
Населення — 417 осіб (2011).

## Демографія
Демографічна структура станом на 31 березня 2011 року:
|          | Загалом | Допрацездатний вік | Працездатний вік | Постпрацездатний вік |
| -------- | ------- | ------------------ | ---------------- | -------------------- |
| Чоловіки | 206     | 48                 | 138              | 20                   |
| Жінки    | 211     | 55                 | 115              | 41                   |
| Разом    | 417     | 103                | 253              | 61                   |